# 暗刺尾魚
暗刺尾魚，為輻鰭魚綱鱸形目刺尾魚亞目刺尾魚科的其中一個種，於1835年，法國動物學家 Achille Valenciennes首次正式描述了Acanthurus nigroris，其模式產地為夏威夷島。

## 分布
本魚分布於印度太平洋區，包括塞席爾群島、印度、印尼、菲律賓、越南、可可群島、斐濟、馬紹爾群島、密克羅尼西亞、紐埃、馬里亞納群島、庫克群島、澳洲、關島、東加、威克島、夏威夷群島、薩摩亞群島、法屬波里尼西亞等海域。

## 深度
水深1至90公尺。

## 特徵
本魚體呈橢圓形而側扁。頭背部輪廓不特別凸出。口小，端位，上下頜各具一列扁平齒，齒固定不可動，齒緣具缺刻。魚體土褐色或深褐色；全身具有不明顯的蟲紋，在身體上的斑點位於後面的背鰭基底與臀鰭。眼睛下方的頭部和與口鼻部平行的鰓蓋上有藍色線條，背鰭和臀鰭後部各有一個直徑小於眼睛一半的黑點，尾柄上常有一個粗的白色條，背鰭和臀鰭有水平的紅棕色帶紋和細長的藍色邊緣，尾鰭有薄的白色後緣，背鰭硬棘9枚、背鰭軟條24至27枚、臀鰭硬棘3枚、臀鰭軟條23至25枚。尾柄上有硬毒棘，易傷人，體長可達25公分。

## 生態
本魚棲息在水質清澈的珊瑚礁或潟湖，屬雜食性，以藻類及浮游動物為食。

## 經濟利用
可做為觀賞魚。